# 1990 Pilcher
1990 Pilcher è un asteroide della fascia principale. Scoperto nel 1956, presenta un'orbita caratterizzata da un semiasse maggiore pari a 2,1741766 UA e da un'eccentricità di 0,0513299, inclinata di 3,13198° rispetto all'eclittica.
L'asteroide è dedicato all'astronomo statunitense Frederick Pilcher.